# Йон'ін
Йон'ін (кор. 용인시, 龙仁市, Yongin-si) — місто в провінції Кьонгі Південної Кореї. З населенням понад 1 мільйон людей місто швидко розвивалося з 21 століття, зафіксувавши найвищий приріст населення серед усіх міст країни. Йон'ін є домівкою Everland і Caribbean Bay, найпопулярніших парків розваг і аквапарків Південної Кореї. У місті також знаходиться Корейське народне село, найбільше у своєму роді.
Йон'ін — це місто, яке за площею майже таке ж велике, як і Сеул, і складається з високоурбанізованих районів Суджі та Кіхин та напівурбанізованого району Чхоін.
Стадіон Yongin на 12 000 місць і стадіон Yongin Citizen Sports Park на 37 000 місць є найбільшими спортивними об'єктами в Йон'іні. Обидва стадіони використовуються переважно для футбольних матчів.

## Історія
Хоча є докази поселення людей ще в п'ятому столітті, Йон'ін отримав статус міста лише в березні 1996 року.

## Географія
Йон'ін розташований у південній частині провінції Кьонгі.

### Клімат
Йон'ін має вологий континентальний клімат (Кеппен: Dwa) через своє розсташування на суші. Середня річна температура — 11,6 °C, середня температура в січні — -3,1 °C, середня температура в серпні — 25,1 °C, а середня річня кількість опадів — 1300мм.
| Клімат Пхоґок-ип, Чхоін-ґу, Йон'ін (нормальні значення 1994–2020) | Клімат Пхоґок-ип, Чхоін-ґу, Йон'ін (нормальні значення 1994–2020) | Клімат Пхоґок-ип, Чхоін-ґу, Йон'ін (нормальні значення 1994–2020) | Клімат Пхоґок-ип, Чхоін-ґу, Йон'ін (нормальні значення 1994–2020) | Клімат Пхоґок-ип, Чхоін-ґу, Йон'ін (нормальні значення 1994–2020) | Клімат Пхоґок-ип, Чхоін-ґу, Йон'ін (нормальні значення 1994–2020) | Клімат Пхоґок-ип, Чхоін-ґу, Йон'ін (нормальні значення 1994–2020) | Клімат Пхоґок-ип, Чхоін-ґу, Йон'ін (нормальні значення 1994–2020) | Клімат Пхоґок-ип, Чхоін-ґу, Йон'ін (нормальні значення 1994–2020) | Клімат Пхоґок-ип, Чхоін-ґу, Йон'ін (нормальні значення 1994–2020) | Клімат Пхоґок-ип, Чхоін-ґу, Йон'ін (нормальні значення 1994–2020) | Клімат Пхоґок-ип, Чхоін-ґу, Йон'ін (нормальні значення 1994–2020) | Клімат Пхоґок-ип, Чхоін-ґу, Йон'ін (нормальні значення 1994–2020) | Клімат Пхоґок-ип, Чхоін-ґу, Йон'ін (нормальні значення 1994–2020) |
| Показник                                                          | Січ.                                                              | Лют.                                                              | Бер.                                                              | Квіт.                                                             | Трав.                                                             | Черв.                                                             | Лип.                                                              | Серп.                                                             | Вер.                                                              | Жовт.                                                             | Лист.                                                             | Груд.                                                             | Рік                                                               |
| Середній максимум, °C                                             | 2,6                                                               | 5,7                                                               | 11,7                                                              | 18,5                                                              | 23,9                                                              | 27,8                                                              | 29,2                                                              | 30,1                                                              | 26,0                                                              | 20,1                                                              | 12,2                                                              | 4,4                                                               | 17,7                                                              |
| Середня температура, °C                                           | −3,1                                                              | −0,4                                                              | 5,2                                                               | 11,4                                                              | 17,1                                                              | 21,7                                                              | 24,7                                                              | 25,1                                                              | 19,8                                                              | 12,9                                                              | 5,8                                                               | −1,3                                                              | 11,6                                                              |
| Середній мінімум, °C                                              | −8,5                                                              | −6                                                                | −1                                                                | 4,9                                                               | 10,9                                                              | 16,5                                                              | 21,0                                                              | 21,3                                                              | 15,3                                                              | 7,4                                                               | 0,5                                                               | −6,4                                                              | 6,3                                                               |
| Норма опадів, мм                                                  | 17.2                                                              | 31.6                                                              | 40.3                                                              | 75.6                                                              | 89.4                                                              | 123.5                                                             | 374.6                                                             | 290.3                                                             | 130.7                                                             | 50.1                                                              | 47.2                                                              | 21.4                                                              | 1291.9                                                            |
| Днів з опадами                                                    | 4,3                                                               | 4,1                                                               | 5,9                                                               | 7,2                                                               | 7,2                                                               | 7,6                                                               | 13,6                                                              | 13,0                                                              | 8,3                                                               | 5,0                                                               | 7,1                                                               | 5,6                                                               |                                                                   |
| ----------------------------------------------------------------- | ----------------------------------------------------------------- | ----------------------------------------------------------------- | ----------------------------------------------------------------- | ----------------------------------------------------------------- | ----------------------------------------------------------------- | ----------------------------------------------------------------- | ----------------------------------------------------------------- | ----------------------------------------------------------------- | ----------------------------------------------------------------- | ----------------------------------------------------------------- | ----------------------------------------------------------------- | ----------------------------------------------------------------- | ----------------------------------------------------------------- |
| Джерело: Korea Meteorological Administration                      |                                                                   |                                                                   |                                                                   |                                                                   |                                                                   |                                                                   |                                                                   |                                                                   |                                                                   |                                                                   |                                                                   |                                                                   |                                                                   |